# マイ・ボディガード (2004年の映画)
『マイ・ボディガード』（原題：Man on Fire）は、2004年のアクション・スリラー映画。トニー・スコット監督、ブライアン・ヘルゲランド脚本。A・J・クィネルの『燃える男』が原作。デンゼル・ワシントンはこの映画で、『クリムゾン・タイド』に続いて再びトニー・スコット監督とタッグを組んだ。
全米では初登場1位、5日間で2279万ドルの興行収入を上げるヒットを記録した。

## ストーリー
2003年、政情の不安定なメキシコでは、誘拐はビジネスとして成立していた。裕福な家族はそんな不法ビジネスのターゲットにされており、ボディーガードを雇うことがメキシコでは常識であり、誘拐保険に加入するための条件だった。会社を経営しているサムエル・ラモス（マーク・アンソニー）は誘拐保険更新のために新しいボディーガードを雇わなければならなかった。
雇われたのは、かつて米軍の対テロ暗殺部隊に所属していて現在はアルコール中毒のジョン・W・クリーシー（デンゼル・ワシントン）。クリーシーの友人レイバーン（クリストファー・ウォーケン）は彼のために、サムエル・ラモスの9歳の娘ルピタ（ダコタ・ファニング）のボディーガードの仕事を紹介する。
クリーシーは最初はルピタのボディーガードにまったく興味を示さなかった。ルピタに「俺は君の友達じゃない」と冷たくあしらっていたが、水泳や勉強を教え少しずつ心を通い合わせるようになる。
ある日ルピタはピアノ教室を出た所で男たちに誘拐され車に乗せられてしまう。クリーシーはルピタを取り返そうと銃で撃ち合うが負傷してしまう。
ルピタが死んだと聞いて、クリーシーは復讐に燃え犯人を捜し始める。しかし、誘拐は計画的なものであり、主犯は意外な人物であった。

## キャスト
- ジョン・W・クリーシー - デンゼル・ワシントン： 元海兵隊員で元CIA工作員。16年勤務したが除隊。その後は仕事をせずに酒に溺れていたが、ラモス家にボディーガードとして雇われる。元軍人だが諸事情から銃の扱いには不得手。スペイン語が堪能。ルピタとは徐々に打ち解けていく。
- ルピタ・ラモス - ダコタ・ファニング： リサとサムエルの娘。愛称は「ピタ」。クリーシーと心を通わせていく。
- ポール・レイバーン - クリストファー・ウォーケン： クリーシーの旧友。彼にボディーガードの仕事を紹介する。
- リサ・ラモス - ラダ・ミッチェル： ルピタの母親。
- サムエル・ラモス - マーク・アンソニー： ルピタの父親。会社の社長。
- ミゲル・マンサーノ - ジャンカルロ・ジャンニーニ： 連邦捜査局の長官。誘拐事件を捜査する。
- マリアナ・ガルシア・ゲレロ - レイチェル・ティコティン： 新聞記者。クリーシーに協力する。
- ジョーダン・カルフス - ミッキー・ローク： サムエルの顧問弁護士。
- ダニエル・サンチェス - ロベルト・ソーサ： 誘拐グループのボス。通称「ボイス」。
- ヴィクター・フエンテス - ヘスス・オチョア（英語版）： 連邦司法警察の誘拐対策部の警部補。裏では汚職警官グループのボス。
- アウレリオ・サンチェス - ゲロ・カミロ（英語版）： サンチェスの弟。誘拐グループの一員。
- ホルヘ・ゴンザレス - マリオ・サラゴサ： 汚職警官グループの一員。誘拐実行犯の一人。

## 日本語吹替
| 役名                       | 俳優                       | ソフト版                                                                                 | ?版        |
| -------------------------- | -------------------------- | ---------------------------------------------------------------------------------------- | ---------- |
| ジョン・W・クリーシー      | デンゼル・ワシントン       | 大塚明夫                                                                                 | 小山力也   |
| ルピタ・ラモス             | ダコタ・ファニング         | こおろぎさとみ                                                                           | 大谷育江   |
| ポール・レイバーン         | クリストファー・ウォーケン | 有本欽隆                                                                                 | 有本欽隆   |
| リサ・ラモス               | ラダ・ミッチェル           | 本田貴子                                                                                 | 加藤有生子 |
| サムエル・ラモス           | マーク・アンソニー         | 咲野俊介                                                                                 | 家中宏     |
| ミゲル・マンサーノ         | ジャンカルロ・ジャンニーニ | 麦人                                                                                     | 秋元羊介   |
| マリアナ・ガルシア・ゲレロ | レイチェル・ティコティン   | 野沢由香里                                                                               | 塩田朋子   |
| ジョーダン・カルフス       | ミッキー・ローク           | 安原義人                                                                                 | 石波義人   |
| ダニエル・サンチェス       | ロベルト・ソーサ           | 青山穣                                                                                   | 咲野俊介   |
| ヴィクター・フエンテス     | ヘスス・オチョア           | 楠見尚己                                                                                 | 島香裕     |
| ホルヘ・ゴンザレス         | マリオ・サラゴサ           | 天田益男                                                                                 | 茶風林     |
| その他                     | N/A                        | 竹口安芸子 磯辺万沙子 石波義人 村上あかね 飯島肇 丸山壮史 千々和竜策 谷井あすか 久嶋志帆 |            |
|                            |                            |                                                                                          |            |
| 演出                       |                            | 安江誠                                                                                   |            |
| 翻訳                       |                            | 平田勝茂                                                                                 |            |
| 制作                       |                            | グロービジョン                                                                           |            |

- ?版：製作時期不明。Netflix、Disney+等各種配信サービスで使用。[3]

## 評価
レビュー・アグリゲーターのRotten Tomatoesでは168件のレビューで支持率は39%、平均点は5.30/10となった。Metacriticでは36件のレビューを基に加重平均値が47/100となった。

## 原作
- A・J・クィネル『燃える男』（新潮文庫）、1994年12月、ISBN 410220508X、集英社文庫: 1984年7月、ISBN 4087601005 / 2004年4月、ISBN 408760375X
  - 原作: A. J. Quinnell, Man on Fire, September 1980, ISBN 0688037437

## 備考
- 小説『燃える男』は、1987年にスコット・グレン主演 『燃える男』"Man on Fire" で初めて映画化されており、本作は2度目の映画化となる。こちらは原作にほぼ忠実な内容となっているが、日本では未公開であり、Netflixで配信されたのを除き現在も国内のメディアでは発売されていない。なお両作品ともアーノン・ミルチャンが製作に関わっている。
- ポール・レイバーン役は当初はトミー・リー・ジョーンズが演じることになっていた。
- 日本での配給は当初は20世紀フォックスの予定だったが、松竹＝日本ヘラルド映画に変更された。